# 穆桂英挂帅
《穆桂英挂帅》是豫剧演員马金凤的代表作，由宋词与马金凤两人于1954年在传统豫剧《老征东》（又名《杨文广夺印》）的基础上改编而成。马金凤饰演穆桂英一角，她凭借出色的表演一跃成为中国剧坛上的明星，并被誉为“真国色”的“洛阳牡丹”。该剧在1956年中华人民共和国文化部“全国第一批优秀传统剧目”评选中名列榜首，1958年被江南电影制片厂拍摄成豫剧电影。

## 剧情
北宋时期，西夏安王侵犯边境，边关告急。已经辞朝回乡二十多年的佘太君闻讯后，派曾孙杨文广和曾孙女杨金花去首都汴京打探军情，适逢朝庭设擂夺帅。兵部尚书王强欲让自己的儿子王伦夺取帅印，在与杨文廣在校场比武时竟暗下毒手，却反被杨文广劈死，杨文广成功夺帅。穆桂英深感皇帝昏庸，不愿再为其效力。佘太君劝她以国事大局为重，穆桂英遂挂帅出征。

## 主要演员
- 马金凤 —— 穆桂英
- 丁桂云 —— 余太君
- 桑建修 —— 杨宗保
- 孙苑华 —— 杨文广
- 慕爱秋 —— 杨金花
- 张自友 —— 杨思乡
- 桑自修 —— 杨洪
- 谢善修 —— 宋王
- 孙才友 —— 王伦
- 王振邦 —— 王强
- 赵贵元 —— 寇准